# ولیکتیا
ولیکتیا (به لاتین: Weliketiya) یک منطقهٔ مسکونی در سری‌لانکا است که در استان مرکزی (سری‌لانکا) واقع شده‌است.